# Leuchtturm Buļļuciems
Der Leuchtturm Buļļuciems (lettisch Buļļuciema bāka) befindet sich  am östlichen Stadtrand des lettischen Ortes Jūrmala in den dicht bewaldeten Dünen zwischen Lielupe und Buļļuciems (Bullenhof, Bullen) an der Küste des Rigaer Meerbusens. Der Name wurde ihm vom Bezirk der Stadt gegeben, in der er sich befindet. Manchmal wird der Leuchtturm auch Lielupe oder einfach Jūrmala genannt.
Der Stahlgitterturm ist fast bis zu seiner gesamten Höhe, mit Ausnahme eines kleinen Bereichs an der Basis, mit einem Lattengitter ummantelt, wobei die obere Hälfte rot und die untere Hälfte weiß gestrichen ist. Oben ist eine offene Plattform mit der Laterne. Er wird unten teilweise von Kiefern bedeckt. Dennoch ist er von See aus gut sichtbar und thront über dem Wald.
Der Leuchtturm von Buļļuciems wurde 1956 gebaut und am 10. Mai in Betrieb genommen. 1978 wurde die ursprüngliche Laterne durch eine ASA-500 ersetzt. In den 1990er Jahren wurde die Beleuchtungsausrüstung modernisiert. Nach 2015 wurde der Turm in hellen Farben gestrichen, da der alte Anstrich zu dunkel und verwittert war.